# São José do Peixe
São José do Peixe är en kommun i Brasilien.   Den ligger i delstaten Piauí, i den östra delen av landet, 1 100 km nordost om huvudstaden Brasília. Antalet invånare är 3 700.
Omgivningarna runt São José do Peixe är huvudsakligen savann. Runt São José do Peixe är det mycket glesbefolkat, med 3 invånare per kvadratkilometer.